# 猶他海灘
猶他海灘（英語：Utah Beach）是1944年6月6日（D日），盟軍於大君主作戰中進行諾曼第登陸時，對於最右側或最西側的登陸海灘所給的一個軍事代號，並由美軍第4步兵師（隸屬第7軍）負責搶灘，而德軍在此防區的區碼則為W5。該海灘長約3英里（5公里），處在普珀維爾（Pouppeville）和拉马德莱娜兩村莊之間，是五個登陸海灘中最西的一個。當時盟軍的作戰計畫已準備到最後階段，隨著可利用的登陸艇變得較多，於是便將猶他海灘的登陸行動加入了諾曼第入侵計畫。這對於沿著杜沃河河口左岸（西岸）採取攻勢的盟軍來說，控制住此海灘有穩定右翼攻勢的作用。儘管之後美軍於登陸時在很大程度上偏離了預定航線，但其所受到的抵抗卻相對較小，若與戰況慘烈的奥馬哈海灘相比，實是天壤之別。

## 進攻計畫

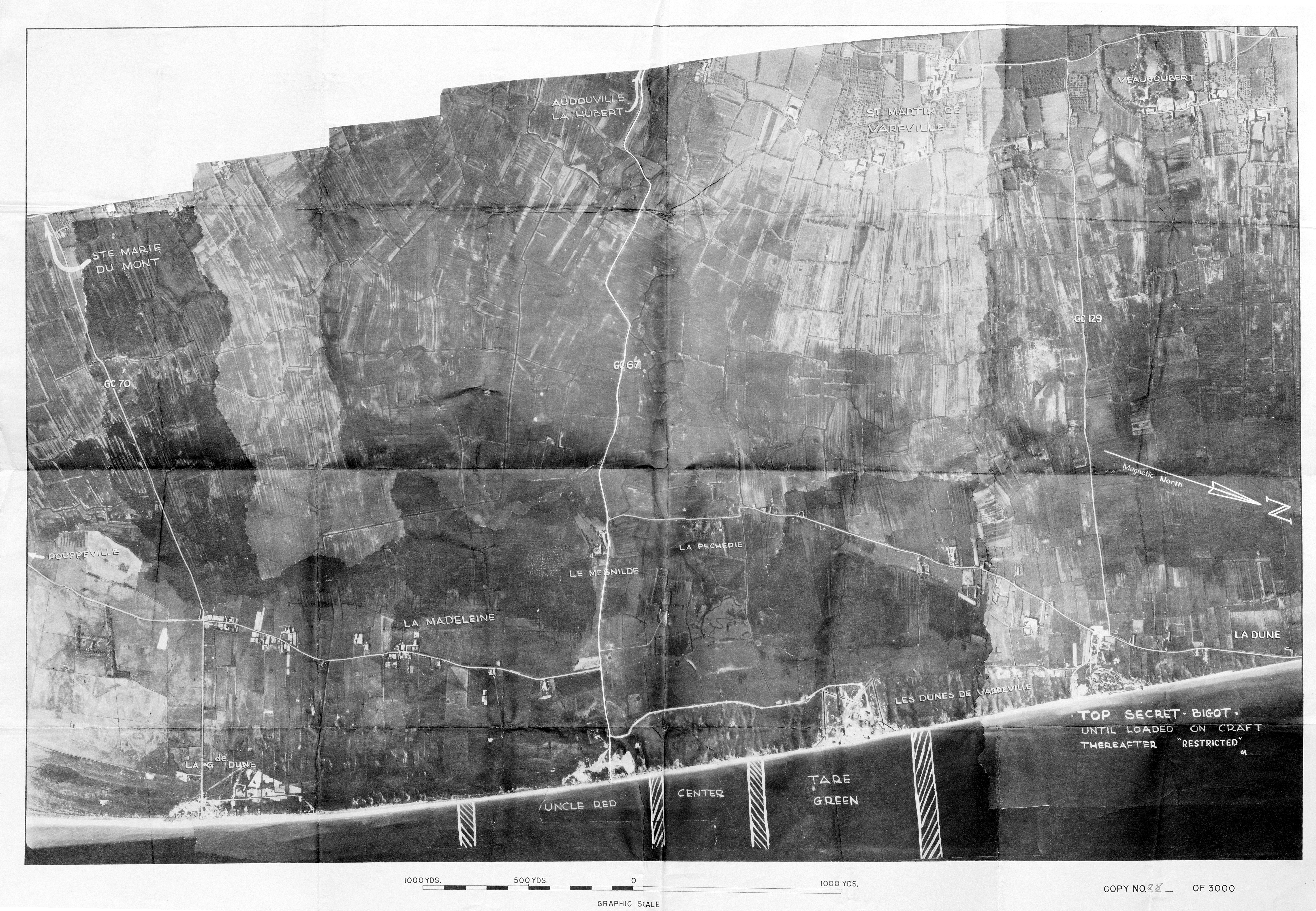
猶他海灘的空照圖

猶他海灘的登陸計畫分成四波進行。第一波由20艘哈金斯登陸艇／車輛人員登陸艇（LCVP）所組成，每艘載有30名第8步兵團的突擊隊。其中位在右側的10艘按計畫於T綠海灘（Tare Green Beach）登陸，正好與法里維爾沙丘（les Dunes de Varreville）的據點相對。位在左側的另10艘則預計於南方1,000碼（900公尺）遠的U紅海灘（Uncle Red Beach）登陸。整體的作戰行動是以第一波攻擊的登陸行動為時間基準點，即定於清晨6時30分發起。另有8艘坦克登陸艇（LCT）預定於同一時間或之後儘速登陸，每艘則載有4輛兩棲DD坦克。
第二波則由另外32艘哈金斯登陸艇所組成，並載有兩個突擊營、一些戰鬥工兵、以及負責清除灘頭水下障礙物的8個海軍爆破小隊。第三波預計於H時（H-Hour）的15分鐘之後展開，並由另外8艘載有DD坦克的哈金斯登陸艇所組成。其後在兩分鐘內進行第四波，主要由第237與第299戰鬥工兵營的特遣隊所負責，以清理漲潮線與退潮線間的海灘。

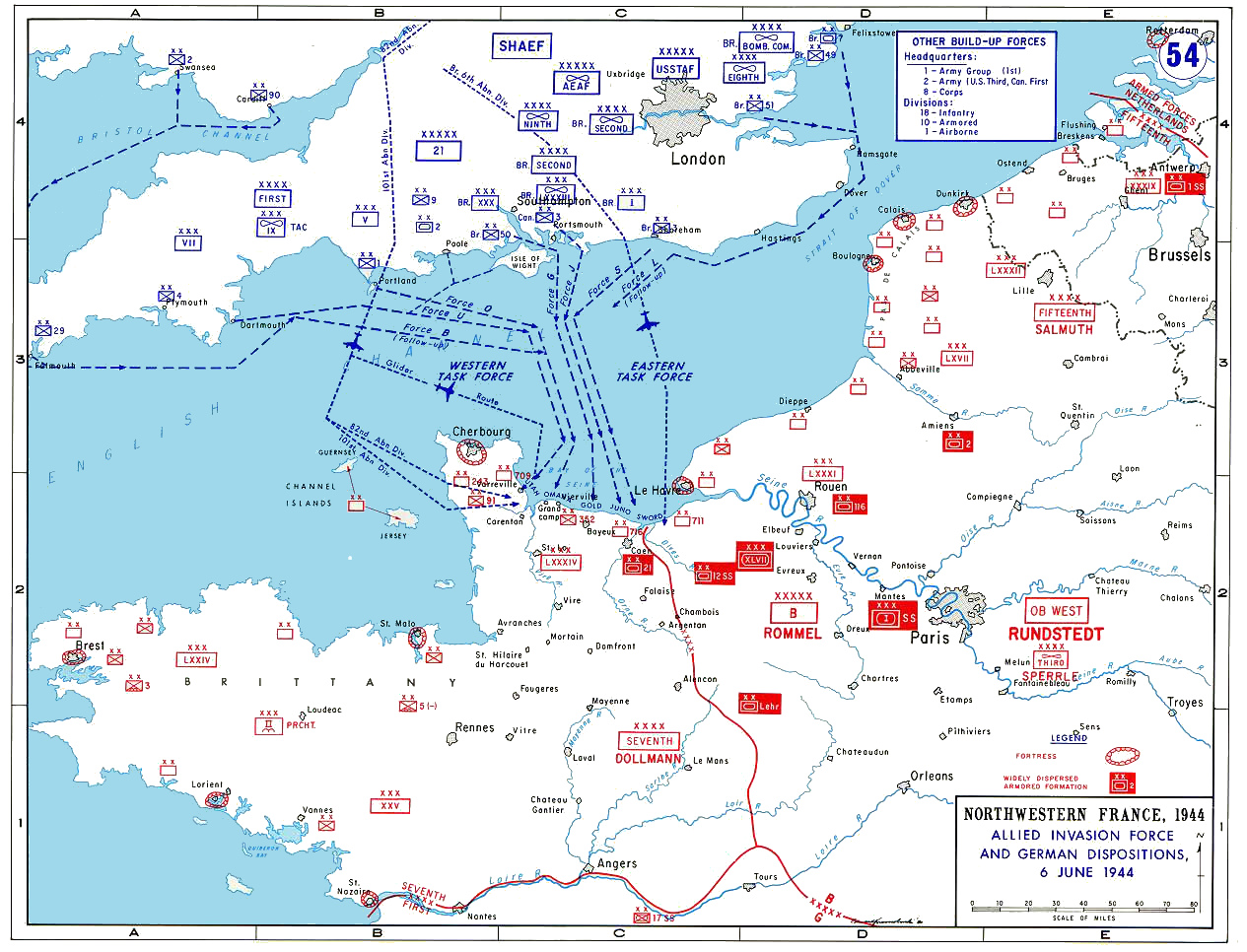
諾曼第地區和法國西北海岸的D日攻擊作戰圖。猶他海灘和奧馬哈海灘之間隔著杜沃河，在地圖上清楚地顯示其河口位在海岸線的凹陷(缺口)處。

## 攻擊發起日（D日）

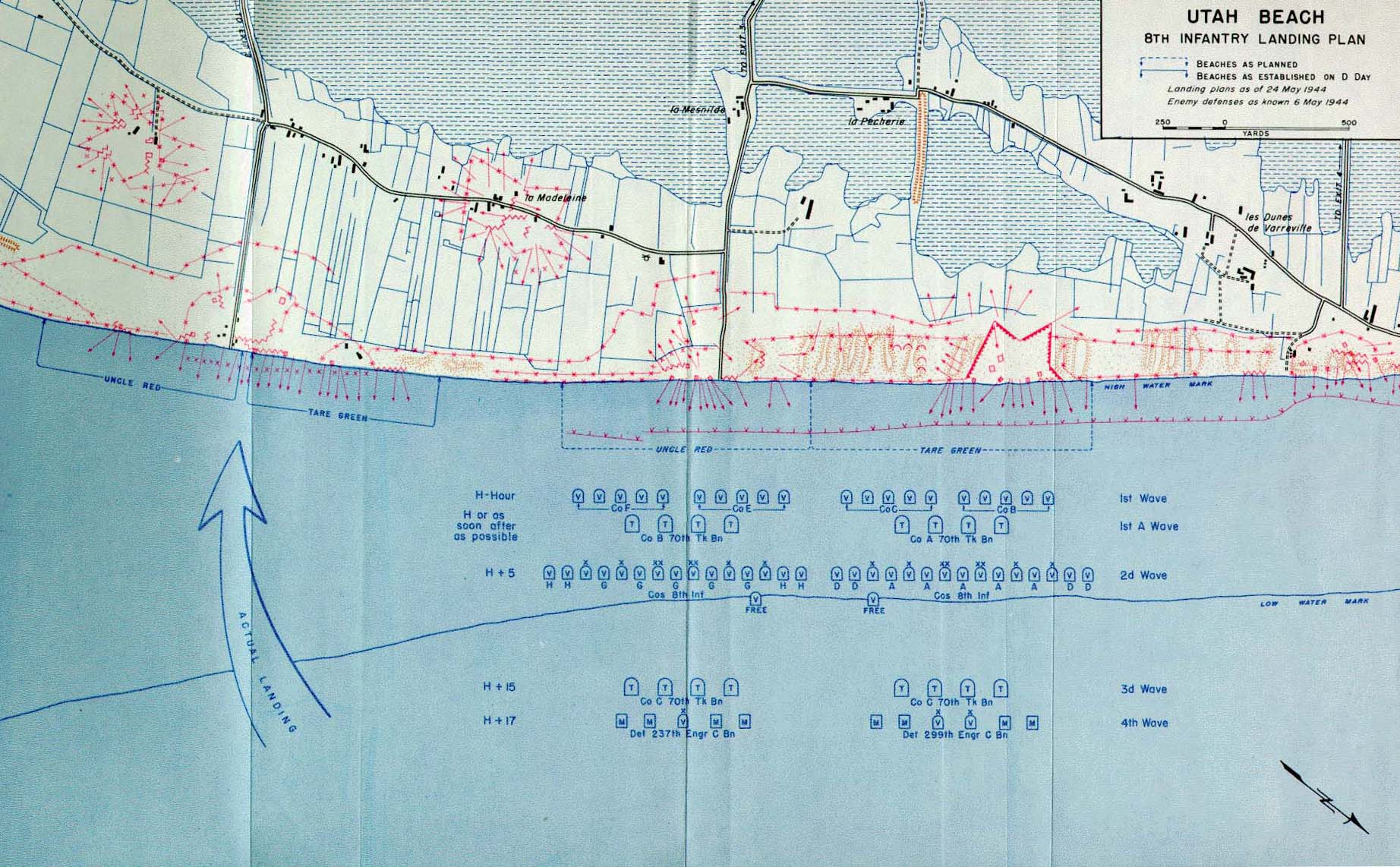
猶他海灘的登陸狀況圖

在猶他海灘防守的是由德軍中將卡爾·維爾海姆·范·史利本所指揮的第709步兵師，以及中將海因茨·黑尔米希所指揮的第243步兵師。在主力入侵部隊抵達猶他海灘的前兩小時，一支突擊隊就率先前往據信為德軍觀察哨的聖馬爾庫群島，並從突擊登陸艇游到岸上登陸，但卻發現無人駐守。兩小時後第一波主力準時抵達攻擊發起線，所有20艘登陸艇都並列前進。位在其後支援的登陸艇則以機關槍進行射擊，以期能將埋在海灘下的地雷引爆。當登陸艇離海灘約300～400碼（270～360公尺）遠時，各突擊連連長便發射特製煙霧彈做為信號指示海軍的支援登陸艇將火力高射。幾乎就在正H時，20艘登陸艇在離海灘約還有100多碼時便放下了前艙門，讓600名突擊隊員進入深及腰部的海水中涉水前進，因此實際的登陸時間比預定的遲了幾分鐘，所幸這對後繼的第二波行動並無影響。在登陸期間敵軍的砲火曾朝海面上空發射了數枚砲彈，但除此之外整個行動在H時並未受到任何抵抗。
不久後第8步兵團第二營的部隊率先登上了岸，F連連長上尉李歐納·謝勒德成為自登陸艇登上海灘的第一人。數分鐘後第一營的部隊也登上了海灘。然而這兩個部隊卻登陸在距離預定海灘南邊甚遠之處。按計劃第二營應該登上正對3號通道的U紅海灘，而第一營則應直接登上與法里維爾沙丘據點相對的T綠海灘，結果這兩部隊卻在目標南方2,000碼（1,800公尺）外橫跨2號通道之處登陸。這樣的差錯其實非常嚴重，因為可能會造成很大的混亂。按原計劃，每個突擊分隊都有其特定的任務，發生了差錯當然原計劃也就無法詳細實施。
在第一波行動後約20分鐘，英國30號突擊隊的皇家海軍陸戰隊在派克（G. Pike）上尉的指揮下也登上了海灘。他們的任務則是要奪佔在杜夫雷拉代利夫朗德的德軍雷達站。
D日當天，已56歲的第4步兵師副師長小西奧多·羅斯福准將乘坐謝勒德所屬的登陸艇登陸，是唯一渡海隨著第一波攻擊部隊登陸的將軍，也是登陸的官兵當中最老的一位。他曾數次向師長巴爾通將軍口頭請求在第一波行動中親自帶領部隊對海灘防禦據點做初步攻擊，但卻屢遭回絕，直至呈上他的書面請求後才最終獲得批准。在登陸行動中，當羅斯福意識到登陸艇因為受到海流和硝煙的影響已經向他們的目標南方飄移超過一英里時，也就是第一波行動偏離了預定航線有一英里，便立即親自勘察海灘後方的區域以找出可供部隊向內陸推進的堤道。
之後羅斯福回到登陸點聯繫了兩營的指揮官中校康拉德·西蒙斯（Conrad C. Simmons）和卡爾頓·麥克尼利（Carlton O. MacNeely），並制訂臨時作戰計劃同時協調各部隊進攻。當時他說的一句名言是：「我們就從這兒開戰吧！」這些臨時的計劃不但成功奏效且幾乎沒有造成混亂。隨著砲兵部隊陸續在附近登陸，沉著冷靜且以幽默和自信激勵部隊的羅斯福便親自在海灘上迎接每個後續登陸的軍團，並為幾乎每個軍團指引至新變更的作戰目標。由於其在猶他海灘上行動果斷並指揮得當，羅斯福之後獲頒榮譽勳章。

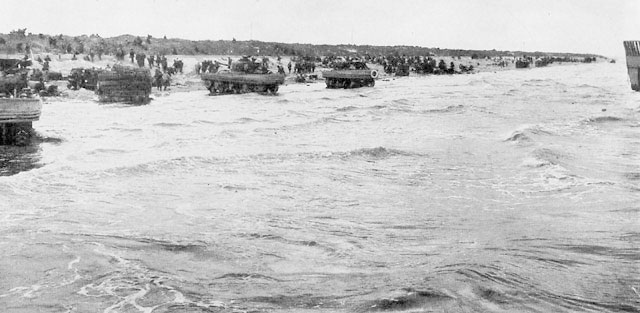
登陸猶他海灘的DD坦克
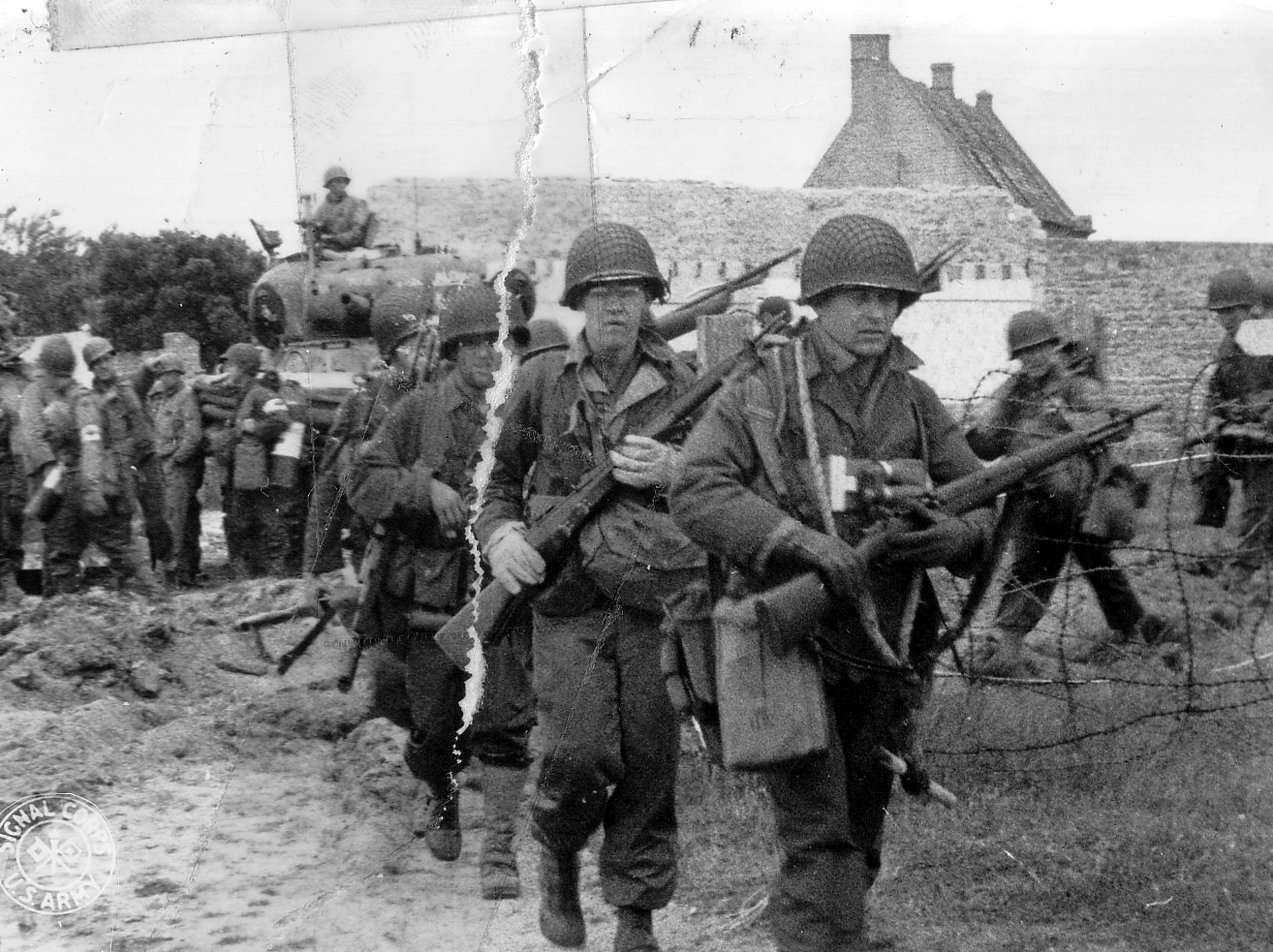
美軍登上了猶他海灘，並在謝爾曼坦克的支援下越過德軍為阻撓盟軍進發所架設的有刺鐵絲網
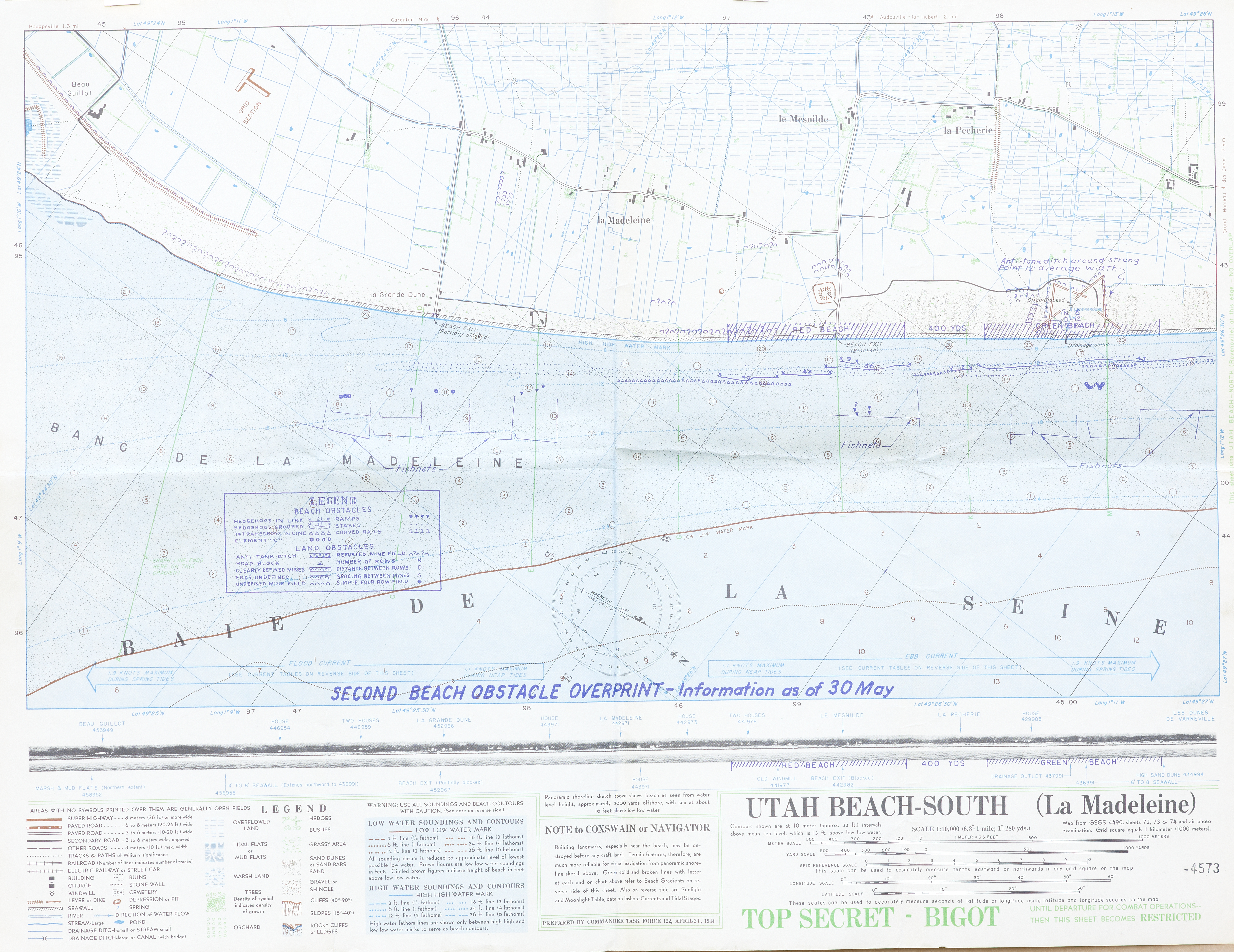
1944年5月30日當時上頭印有標記灘頭障礙物的南猶他海灘地圖
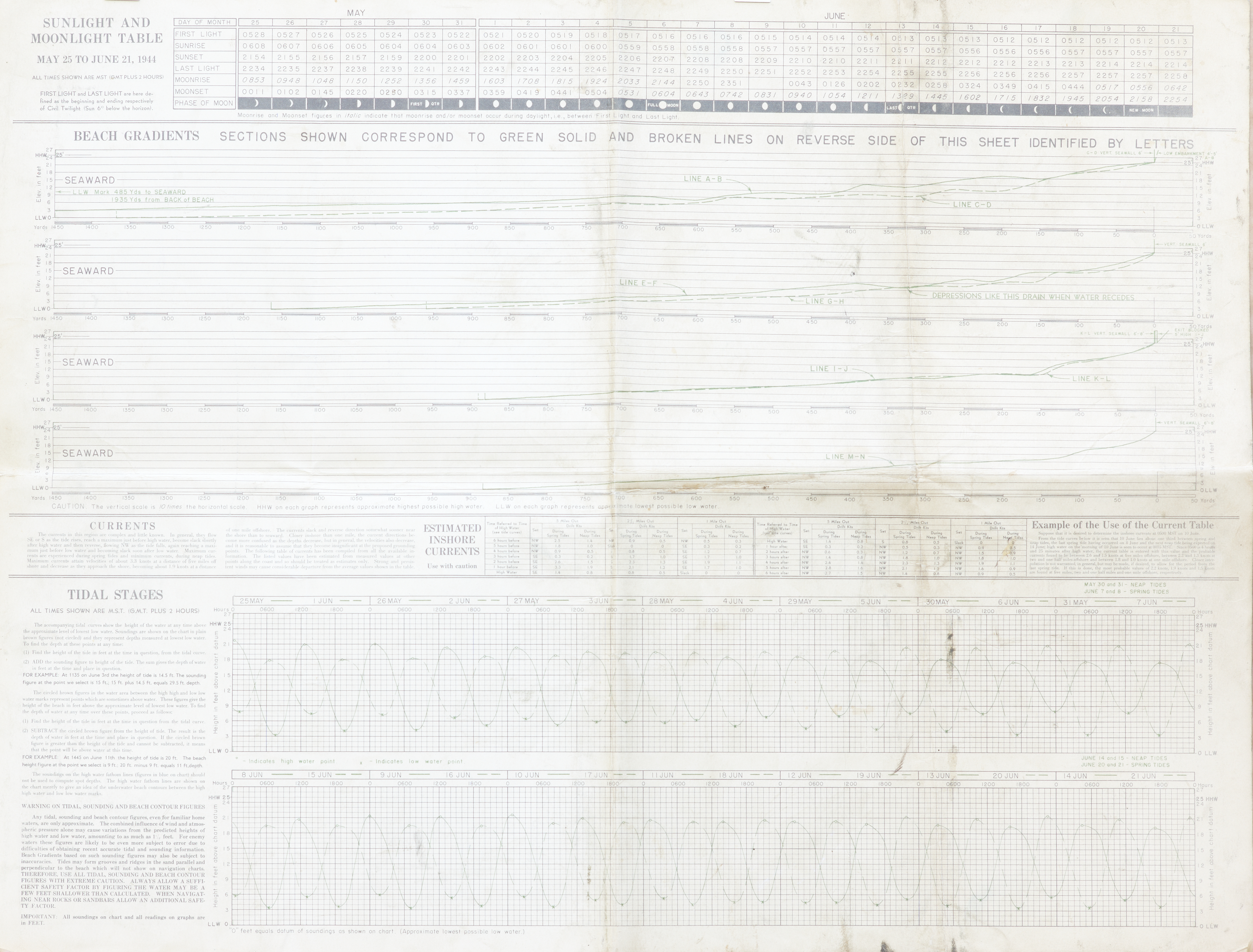
南猶他海灘地圖的背面

## 搶灘成功

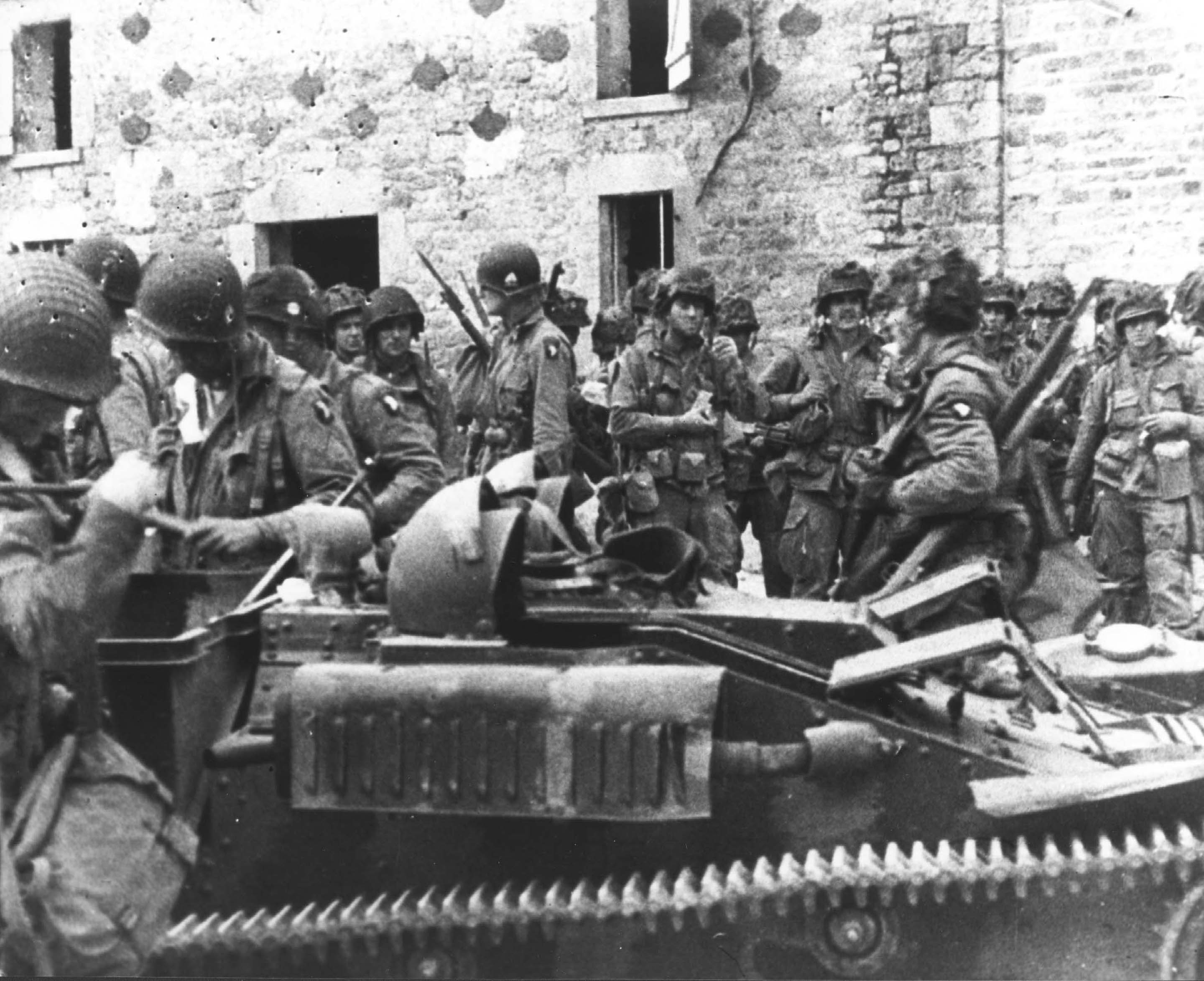
1944年6月6日，位在法國拉韋諾維爾市鎮（Ravenoville）瑪米昂（Marmion）農場的美軍第101空降師的傘兵，就在猶他海灘聖馬爾庫村莊的附近

到了D日結束時，約有23,250名官兵連同1,700部車輛已安全登陸，期間所記錄的傷亡人數僅約200人。與附近奧馬哈海灘的血戰相比，猶他海灘易於搶灘成功主要有幾個因素：
- 德軍防禦工事較少：該區域的防禦措施主要在於將海灘後方的沿海平原淹沒，而地下碉堡也相對較少。
- 入侵前的有效轟炸：許多著名的大型地下碉堡，如聖馬丹德瓦爾勒維爾附近的沿海砲台，在D日前已遭空襲摧毀。美軍第九航空隊（英语：United_States_Air_Forces_Central_Command）的B-26掠奪者中型轟炸機就飛行在不到5,000英尺（1,500公尺）的低空並進行轟炸，為攻擊部隊提供有效的空中密接支援。
- DD坦克：登陸猶他海灘的DD坦克在下水時與海灘的距離較近，其距離只有登陸奧馬哈海灘的坦克與海灘之距離的一半，而且也較能有效地駛進海流中以避免在洶湧的大海中沉沒，所以幾乎所有這些號稱「會游泳的坦克」都登上了海灘。
- 錯誤登陸：大部分的入侵部隊都在正對著2號通道之處登陸，而該通道的防禦力量較為薄弱，其他通道則都有重兵把守。
- 傘兵部隊：最為重要的差別在於第101空降師和第82空降師的13,000名傘兵已經在內陸進行作戰。在首波猶他海灘登陸行動前5小時，傘兵部隊（連同乘滑翔機著陸的部隊）已經朝海灘進發，並一路沿著各通道作戰以清除敵軍陣地。這些傘兵部隊在很大程度上也擾亂敵軍，使之無法對登陸區進行任何有效的反攻。

猶他海灘登陸行動的真正損失是反映在空降部隊的重大傷亡之上。單單第101空降師於D日的傷亡人數就高達1,240人。此外，為了演練突襲猶他海灘而實施的老虎演習就有近千人陣亡，這也可以算作是D日當天為猶他海灘登陸行動所付出代價的一部分。

## 外部連結
- 美軍登陸日：奧馬哈海灘、猶他海灘和奧克角 （页面存档备份，存于）
- 猶他海灘美軍紀念館
- D-Day : Etat des Lieux : Utah Beach （页面存档备份，存于） 介紹D日當天猶他海灘的登陸行動
- 猶他海灘紀念歌 （页面存档备份，存于） Daniel Bourdelès所作。雙語（法語和英語）歌詞。

49°25′05″N 1°10′35″W / 49.41806°N 1.17639°W